# إيما بانس
إيما بانس (بالإنجليزية: Emma Bunce)‏ هي عالمة فيزياء فلكية وفيزيائية بريطانية، ولدت في 1975.